# Tungolja
Tungolja är nötolja från tungträdet. I Kina har den använts på flera vis sedan åtminstone 400-talet f.Kr. Den används bland annat för ytbehandling av trä och kallas därav även för kinesisk träolja. Tungoljan polymeriserar snabbt till ett vattentätt skikt vid kontakt med luftens syre.